# Liste der Monuments historiques in Dormans
Die Liste der Monuments historiques in Dormans führt die Monuments historiques in der französischen Gemeinde Dormans auf.

## Liste der Immobilien
| Bezeichnung                 | Beschreibung | Standort                                          | Kennzeichnung | Schutzstatus | Datum | Bild           |
| --------------------------- | --- | ------------------------------------------------- | ------------- | ------------ | ----- | -------------- |
| Kirche St-Hippolyte         | ab dem 11. Jahrhundert | Dormans, place de l’Église Saint-Hippolyte (Lage) | PA00078695    | Classé       | 1862  | weitere Bilder |
| Kirche St-Martin            | aus dem 12. Jahrhundert | Soilly, rue Saint-Martin (Lage)                   | PA00078696    | Classé       | 1920  | weitere Bilder |
| Mahnmal der Marneschlachten | französisches Nationaldenkmal; von 1921 bis 1931 erbaut, Entwurf Alexandre Marcel, ausführender Architekt Georges Closson, Ausstattung von Firmin Michelet von Charles Lorin | Dormans, avenue des Victoires (Lage)              | PA51000025    | Classé       | 2019  | weitere Bilder |

## Liste der Objekte
| Bezeichnung                   | Beschreibung                                                                | Standort                               | Kennzeichnung | Schutzstatus | Datum | Bild |
| ----------------------------- | --------------------------------------------------------------------------- | -------------------------------------- | ------------- | ------------ | ----- | ---- |
| Skulptur Madonna mit Kind (1) | Holz, farbig gefasst, 16. Jahrhundert; aus der Kirche St-Hippolyte          | in der Mairie (Lage)                   | PM51003416    | Inscrit      | 2001  |      |
| Taufbecken                    | Stein, 13. Jahrhundert                                                      | Soilly, in der Kirche St-Martin (Lage) | PM51001718    | Classé       | 2002  |      |
| Zwei Kantorenstäbe            | Kupfer, versilbert, 18. Jahrhundert                                         | Dormans, im Pfarrhaus (Lage)           | PM51000372    | Classé       | 1965  |      |
| Skulptur Madonna mit Kind (2) | Stein, 14. Jahrhundert                                                      | Soilly, in der Kirche St-Martin (Lage) | PM51001719    | Classé       | 2002  |      |
| Skulptur Heilige Katharina    | Holz, farbig gefasst, 16. Jahrhundert; aus der Kirche St-Hippolyte          | in der Mairie (Lage)                   | PM51003415    | Inscrit      | 2001  |      |
| Kruzifix                      | Gusseisen, 16. Jahrhundert; aus der Kirche St-Hippolyte                     | in der Mairie (Lage)                   | PM51003418    | Inscrit      | 2001  |      |
| Hubertusaltar                 | Altartisch und Gemälde; Holz, Ölfarbe auf Leinwand, 18. und 19. Jahrhundert | Soilly, in der Kirche St-Martin (Lage) | PM51003419    | Inscrit      | 2001  |      |
| Skulptur Heilige Eulalia      | Holz, farbig gefasst, 19. Jahrhundert; aus der Kirche St-Hippolyte          | in der Mairie (Lage)                   | PM51003417    | Inscrit      | 2001  |      |